# 未來女友
《未來女友》是日本WillPlus公司旗下品牌PULLTOP LATTE在2015年3月27日發售的戀愛冒險類型成人遊戲，以不可思議三角關係和穿越時空為遊戲主題。

## 角色
津井孝也
本作男主角，對於有困難的人總是是不會放著不管，喜歡幫助別人的好學生，目前住在學生宿舍中。
垣屋小雪（聲：Chai ）
身高：155cm　三圍：B84（D）/W57/H84
孝也的青梅竹馬，擔任自家經營喫茶店「閑古鳥」的看板娘。父母從事進口茶葉工作和經營閑古鳥。容易害羞不會和孝也以外的男性對話，雖然喜歡孝也但是也因此遲遲不敢向他告白而煩惱著。
夕霧（聲：Chai）
身高：162cm　三圍：B91（F）/W59/H89
來至於未來數年後的小雪，不論外貌和個性和過去有很大的不同，為了隱藏自己的真實身份而改用假名「夕霧」，一年前開始在閑古鳥工作。對於自己在未來總算決定要表白心意的時候卻為時已晚而只能看著孝也和其他女生成為戀人感到後悔，為了成為能讓孝也回心轉意的理想女性而改變形象。
籐野佳苗（聲：雪村とあ）
身高：163cm　三圍：B93（G）/W58/H88
孝也和乃華的副班級老師，學生宿舍的管理員。個性溫和以及有些迷糊，會認真傾聽學生煩惱，在學生們中有很高的人氣。目前還是單身狀態，因為過去往事的關係而喜歡年長的男性。
籐野佳苗
身高：150cm　三圍：B76（B）/W54/H79
來至於過去還是學生時候的佳苗。開朗活潑充滿活力，不喜歡被大人當作是小孩子看待。
瀬名乃華（聲：月野きいろ）
身高：159cm　三圍：B83（C）/W58/H86
孝也的青梅竹馬和同學。開朗活潑，擅長料理和運動。喜歡孝也但傲嬌的關係無法坦率表白心意，很在意接近孝也的夕霧，將小雪視為妹妹看待而沒有注意到她的心意。
瀬名乃華
身高：159cm　三圍：B86（D）/W57/H86
來至於未來數月後和孝也交往的乃々華。因為是好不容易告白成為戀人，在態度上明顯和以前不同，比較坦率且主動積極。
豊多唯月（聲：真宮ゆず）
身高：135cm　三圍：B68（AA）/W50/H71
孝也的妹妹，孝也祖父母收養的養子。小時候因為身體虛弱而離家住進醫院一直接受療養。很喜歡哥哥，夢想自己在長大後能夠成為哥哥的新娘。

## 工作人員
- 原畫：、大田優一、悠樹真琴[3]
- 劇本：北川晴、明日希
- 音樂：Peak A Soul＋
- 繪圖：
- OP影片：神月社、B.J
- 監製：

## 主題歌
OP
作詞/作曲/歌：yozuca*　編曲：chokix
ED
作詞/作曲/歌：yozuca*　編曲：chokix

## 外部連結
- 官方網站 （页面存档备份，存于）（日語）